# Пра де Луни (Белуно)
Пра де Луни (итал. Pra de Luni) је насеље у Италији у округу Белуно, региону Венето.
Према процени из 2011. у насељу је живело 17 становника. Насеље се налази на надморској висини од 684 м.